# Ephemeropsis tjibodensis
Ephemeropsis tjibodensis là một loài Rêu trong họ Hookeriaceae. Loài này được K.I. Goebel mô tả khoa học đầu tiên năm 1892.